# Ciborium

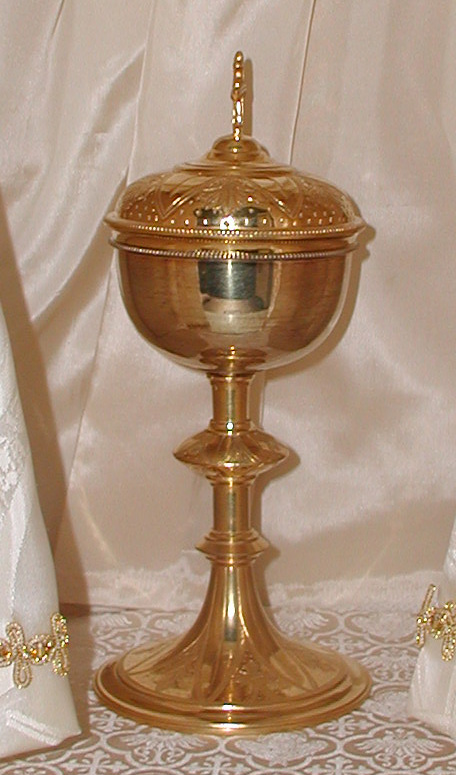
Ciboriu

Ciboriu sau ciborium este un vas liturgic, având forma unei cupe din fruct de nufăr, care servește în bisericile romano-catolice și greco-catolice pentru păstrarea rezervei euharistice după slujbă. Numele de ciboriu este dat și unui baldachin susținut de coloane, care acoperă altarul bazilicilor creștine. 